# Count Chocula
Les Count Chocula sont une variété de céréales de petit-déjeuner à haut taux de sucre. Elles sont fabriquées par General Mills et sont constituées de céréales de maïs à saveur de chocolat et de guimauves. La mascotte de la céréale, une imitation du vampire Comte Dracula, qui suce des céréales au lieu du sang, se nomme Count Chocula.

## Les céréales depuis 1970
En 1971, les deux premières variétés de céréales de General Mills, Count Chocula et Franken Berry, ont été créées par Laura Levine[réf. nécessaire], qui travaillait pour l'agence de marketing Dancer Fitzgerald Sample. Les Boo Berry ont été mises en marché en 1973, suivies par les Fruit Brute en 1974. La production de ces dernières fut arrêtée en 1983 en raison de trop faibles ventes. Elles ont été remplacées en 1988 par les Yummy Mummy, mais celles-ci ont subi le même sort que les Fruit Brute en 1993, pour la même raison.